# SG Union Solingen
Die SG Union Solingen (offiziell: Sport-Gemeinschaft Union Solingen 97 e. V.) war ein Sportverein aus Solingen. Die erste Fußballmannschaft spielte von 1975 bis 1989 in der 2. Bundesliga. Ihr größter Erfolg war das Erreichen des Viertelfinales im DFB-Pokal 1984/85.

## Geschichte

### Die Stammvereine
Die SG Union Solingen entstand durch mehrere Fusionsschritte. Am 3. September 1949 fusionierten der VfR Ohligs, der Ohligser FC 06 und der VfL Ohligs 12 zu Union Ohligs. Der VfR Ohligs gehörte in der Saison 1940/41 der erstklassigen Gauliga Niederrhein an. Union Ohligs spielte drei Jahre lang in der damals zweitklassigen II. Division West, wo im Jahre 1952 nach der Zusammenfassung der Ligastaffeln der Abstieg erfolgte. Im April 1974 nahm Union Ohligs nach einer Spende der Stadt Solingen den Namen OSC Solingen an.
Schließlich fusionierte der OSC Solingen am 24. Juli 1974 mit dem VfL Solingen-Wald zur SG Union Solingen. Der VfL Solingen-Wald war im 1933 entstanden durch die Fusion des Walder BV, dem VfB Wald und dem TSV Wald. Im Jahre 1970 wurde der Namen VfL Solingen-Wald angenommen. Unter dem Namen VfL Wald spielte der Verein zwischen 1954 und 1956 in der damals drittklassigen Landesliga Niederrhein. Zuvor scheiterte eine Fusion des VfL Solingen-Wald mit VfB Wald und dem SV Weyer. Die beiden letztgenannten Vereine fusionierten ein Jahr später zum VfB Solingen.

### Frühe Jahre (1974 bis 1981)
Der neue Verein startete in der drittklassigen Verbandsliga Niederrhein. Mit acht Punkten Vorsprung auf die Amateure von Schwarz-Weiß Essen sicherte sich die Union die Meisterschaft. In der Aufstiegsrunde zur 2. Bundesliga Nord setzten sich die Solinger gemeinsam mit Bayer 04 Leverkusen gegen Arminia Hannover durch. Als Aufsteiger belegte die Mannschaft in der Saison 1975/76 dank ihrer Heimstärke auf Anhieb Platz 13. Mit dem 7:2-Sieg beim Spandauer SV gelang der höchste Auswärtssieg der Solinger Zweitligaära.
Ein Jahr später rutschte Union mit 96 Gegentoren auf den vorletzten Platz zurück und konnte nur durch eine Entscheidung am Grünen Tisch die Klasse halten. Dem sportlich geretteten Bonner SC wurde die Lizenz entzogen. Während die vor den Solingern platzierten Mannschaften des 1. SC Göttingen 05 und Wacker 04 Berlin auf das mögliche Nachrücken verzichteten, nahm Union die Option wahr. Horst Franz übernahm das Traineramt und führte die Mannschaft ins Mittelfeld der Tabelle. Großen Anteil am Erfolg hatte Stürmer Werner Lenz, der 19 Saisontore erzielte.
Der höchste Zweitligasieg der Solinger wurde in der Saison 1979/80 erreicht, als Union den OSV Hannover mit 9:1 schlug. Werner Lenz erzielte dabei innerhalb von fünf Minuten einen Hattrick. Ein Jahr später schoben sich die Solinger auf Platz sieben vor und qualifizierten sich damit für die ab 1981 eingleisige 2. Bundesliga.

### Erfolge in den 1980er Jahren (1981 bis 1985)
In der eingleisigen 2. Bundesliga sicherte sich die Union den Klassenerhalt erst am letzten Spieltag durch einen 1:0-Sieg gegen Bayer 05 Uerdingen. Ein Jahr später gewann die Mannschaft am letzten Spieltag mit 2:0 gegen Waldhof Mannheim, während Konkurrent FC Augsburg mit 3:0 gegen die SpVgg Fürth gewann. Solingen schaffte aufgrund des um zwei Treffer besseren Torverhältnis gegenüber Augsburg den Klassenverbleib.
Die Saison 1983/84 wurde zur erfolgreichsten Spielzeit der Solinger Fußballgeschichte. Angeführt von den Torjägern Wolfgang Schäfer (21 Tore) und Daniel Jurgeleit (15 Tore) belegte die Union am Saisonende den fünften Platz. Höhepunkt der Saison war der 4:0-Sieg gegen den Vizemeister FC Schalke 04 vor 12.000 Zuschauern. 
Ein Jahr später erreichte die Mannschaft den sechsten Platz in der Liga und verbuchte zudem ihre erfolgreichste Pokalsaison. Nach einem 4:1-Sieg in der ersten DFB-Pokalrunde beim VfL Kellinghusen folgte in der zweiten Runde ein 2:1-Sieg bei der SpVgg Bayreuth. Im Achtelfinale gewannen die Solinger bei Eintracht Haiger mit 8:0, Daniel Jurgeleit und Manfred Dum erzielten dabei jeweils drei Tore. Borussia Mönchengladbach reiste zum Viertelfinale nach Solingen und ging vor 15.500 Zuschauern durch Hans-Günter Bruns in Führung. Günter Diekmann glich für Union aus, ehe Uwe Rahn den Siegtreffer für die Borussia erzielte.
Das Fußball-Team wurde in Solingen zur Mannschaft des Jahres 1984 gewählt.

### Niedergang und Konkurs (1985 bis 1990)
In den folgenden Jahren konnte Union nicht mehr an diese Erfolge anknüpfen und geriet immer mehr in finanzielle Schwierigkeiten. Schon 1986 rutschte die Mannschaft auf den 15. Tabellenplatz zurück und hatte am Ende nur drei Punkte Vorsprung auf die Abstiegsplätze. Ein Jahr später hatten die Solinger ebenfalls nur drei Punkte Vorsprung auf den ersten Absteiger Eintracht Braunschweig.
1988 geriet der Klassenerhalt zur Zitterpartie. Durch ein 2:2 gegen die Stuttgarter Kickers wurde der Verbleib in der 2. Bundesliga gesichert. Hätten die Solinger verloren, wäre die Mannschaft aufgrund des schlechteren Torverhältnis gegenüber Rot-Weiß Oberhausen und der SpVgg Bayreuth abgestiegen. Doch der Abstieg war damit nur aufgeschoben. In der Saison 1988/89 wurden die Solinger abgeschlagener Tabellenletzter.
Der Niedergang hielt auch in der Oberliga Nordrhein an. Die Saison 1989/90 wurde ebenfalls als Tabellenletzter abgeschlossen, so dass die Union in die Verbandsliga Niederrhein durchgereicht wurde. Dort trat die SG Union allerdings nicht mehr an. Der Verein ging in Konkurs und wurde als 1. FC Union Solingen neu gegründet, der 2012 ebenfalls nach Insolvenz aufgelöst wurde.

## Persönlichkeiten

### Spieler
- Ulrich Bittorf
- Dimitrios Daras
- Klaus-Dieter Dieckmann
- Günter Diekmann
- Volker Diergardt
- Manfred Dum
- Jürgen Elm
- Demir Hotić
- Dirk Hupe
- Daniel Jurgeleit
- Dieter Kitzmann
- Erwin Kostedde
- Sieghard Heise
- Eckhard Krautzun
- Wolfgang Krüger
- Horst Kuballa
- Werner Lenz
- Otto Luttrop
- Helmut Pabst
- Mileta Rnić
- Dirk Römer
- Wolfgang Schäfer
- Meinolf Schulte
- Franz-Josef Steininger
- Horst Stockhausen
- Gerd Zimmermann

### Trainer
- Erhard Ahmann
- Herbert Burdenski
- Günter Diekmann (Spielertrainer)
- Horst Franz
- Manfred Krafft
- Eckhard Krautzun